# 水谷望愛
水谷 望愛（みずたに のあ、1989年2月9日 - ）は、日本のタレント、元モデル、元レースクイーン、会社員。愛知県名古屋市出身。

## 来歴
2006年
17歳の時、全日本国民的美少女コンテストに応募。本選進出を果たせなかったが、オスカープロモーションへ所属することになる。
2009年
セガゲームス（当時セガ）より発売された「龍が如く4 伝説を継ぐもの」のキャバクラ嬢オーディションで、応募総数1,500名の中から合格した。
2010年
SUPER GT「TEAM RUNA エヴァンゲリオンレーシング」のレースクイーンに就任。以後2012年までの3年連続で同レーシングのRQを務める。
5月、テレビ東京のバラエティ番組『やりすぎコージー』の“9代目やりすぎガール”に春菜めぐみ、青木ケイト、今井成美と共に選ばれる。この年の9月には週刊ヤングジャンプと週刊プレイボーイ共催のオーディション『グラビアJAPAN』に出場するも受賞はならなかった。
2011年
第1回日本レースクイーン大賞に於いて、新人グランプリ 最優秀新人賞を受賞する。
ぶんか社JERRY専属モデルオーディションに応募、投票結果は2位だった。
2013年
SUPER FORMULA「チームルマン×宇宙戦艦ヤマト2199」のレースクイーンを務める一方、SUPER GT「ZENT cerumo」のレースクイーンユニット“ZENT sweeties”のリーダーとして活動する。sweetiesメンバーにオスカー所属者が選ばれたのは彼女が初めてであった。
GTAsiaシリーズに参戦するClearwater Racingのレースクイーンを務める。
9月、東京ゲームショウのXperiaブースに於いて、「Xperia™ feat.HATSUNE MIKU」のキャンペーンガールを務める。初音ミクのコスチュームに人気が集まった。
2014年
1月10日～12日、東京オートサロンの86&BRZ WORLDブースにおいて、イメージガール「J-GIRLS＠86＆BRZ WORLD」に選ばれる。メンバーには加藤桃子、佐藤麻文。
ソニーモバイルコミュニケーションズのXperia Z Ultra イメージムービーに出演。
2月9日、千葉県の幕張メッセで行われたワンダーフェスティバル2014[冬]の中でSUPER GT「グッドスマイルレーシング」のレースクイーンユニット“レーシングミクサポーターズ”に加わったことが発表された。
4月26日～27日、ニコニコ超会議3横浜ゴムブースにて、レーシングミクサポーターズとして26日のみ鴻上聖奈とともに参加。
昨年に引き続き「Clearwater Racing」のレースクイーンを務める。
2015年
1月9日、東京オートサロンのLOTUS日本総代理店 エルシーアイブースにおいて、SUPER GT「カーズ東海 ドリーム28 & LCI Ltd」の参戦発表会にキャンペーンガールとして出演する。
2月8日、千葉県の幕張メッセで行われたワンダーフェスティバル2015[冬]の中で、2014年に引き続きSUPER GT「グッドスマイルレーシング」のレースクイーンユニット“レーシングミクサポーターズ”として参加する。
昨年に引き続き「Clearwater Racing」のレースクイーンも務める。
4月26日、千葉県の幕張メッセで行われたニコニコ超会議2015、超HangameLiveブースで、「視聴者参加型！超生転職」に出演。「ニコ生スーパーコメントインバーターシステム」略してNSCIS（箱）の中で、コンパニオンのコスチュームから、エルソードというゲームの「エリシス」のコスチュームに着替えた。
7月4日～5日、鈴鹿サーキットでのアジアロードレース選手権に出場するTRICKSTAR RACINGのレースクイーンとして、野呂陽菜とともに参加する。
9月17日～18日、東京ゲームショウのXperiaブースに於いて、コンパニオンとして出演する。
11月19日～22日、セブリング・インターナショナル・レースウェイでのブランパン・スーパー・トロフェオに参戦したDIRECTION RACINGのレースクイーンとしてスポット参加。
2016年
1月15日～17日、東京オートサロンのLOTUSブースにおいて、コンパニオンとして出演する。
2月7日、千葉県の幕張メッセで行われたワンダーフェスティバル2016[冬]の中で、2014・2015年に引き続きSUPER GT「グッドスマイルレーシング」のレースクイーンユニット“レーシングミクサポーターズ”として参加することを発表。同メンバーの荒井つかさ、山村ケレールともに、前年からの継続参加は初めてとなる。
6月、レッドブル・エアレース・ワールドシリーズの2016年千葉大会にてレースクイーンのイメージガールを務める。
7月29日～31日、鈴鹿サーキットで行われた鈴鹿8時間耐久ロードレースに参戦したYAMAHAファクトリーレーシングチームのYAMAHAレーシングレディを務める。
9月15日～18日、千葉県の幕張メッセで行われた東京ゲームショウ2016のXperiaブースで、荒井つかさとともに初音ミクの衣装で出演する。
2017年
1月13日～1月15日、幕張メッセで行われる東京オートサロンのavexブースにおいて、avex campaign girlに選出される。
1月28日～1月29日、美らSUNビーチとよさきで行われる沖縄カスタムカーショー2017のavexブースで、avex campaign girlとして参加。
2月、3年間務めたレーシングミクサポーターズを宮越愛恵（プラチナムプロダクション所属・1992年生）に譲り受ける形で卒業。これによりミクサポメンバーから1980年代生まれは皆無となった。
9月21日～24日、千葉県の幕張メッセで行われた東京ゲームショウ2017のXperiaブースで、24日のみPlayStation 4用ゲーム「New みんなのGOLF」の衣装で出演する。本年のイベントブースは、Xperia用カバーケースとPlayStation 4用ゲームとのコラボレーションが特色。
2018年
9月20日～23日、千葉県の幕張メッセで行われた東京ゲームショウ2018のABAL GAME STUDIOブースでアシスタントを務める。姉弟によるVRチャンバラをデモンストレーションする一幕もあった。
2022年
1月9日、17LIVEにて2021年12月に入籍した事と、妊娠中である事を発表した。

## 人物
- 生誕時刻は4時44分である[8]。
- 特技はクラシックバレエ。「青少年のためのバレエコンクール」などの大会に出場したこともある。バレエ教室で子供たちに指導していた経歴を持つ[9]。
- 愛称は"たれながしちゃん"。理由は「毎日だらだらしているから」[10]。
- 台湾料理店「味仙」の台湾ラーメンは、自分で手作りするほど好物である[11]。

## 賞詞
| 年月      | 賞                                         | 結果                                                        | 備考                                                                                    |
| --------- | ------------------------------------------ | ----------------------------------------------------------- | --------------------------------------------------------------------------------------- |
| 2010年    | ホリデーオート2010レースクイーングランプリ | グランプリ                                                  | 読者投票による                                                                          |
| 2011年1月 | 第1回日本レースクイーン大賞2010            | 新人グランプリ 最優秀新人賞                                 | [ 12 ]                                                                                  |
| 2011年    | ホリデーオート2011レースクイーングランプリ | グランプリ                                                  | 読者投票による                                                                          |
| 2012年1月 | 第2回日本レースクイーン大賞2011            | 準グランプリ                                                | 高橋としみとW受賞                                                                       |
| 2013年1月 | 第3回日本レースクイーン大賞2012            | 女性が選ぶクリッカー賞 レースクイーンが選ぶレースクイーン賞 | [ 14 ]                                                                                  |
| 2015年1月 | 第5回日本レースクイーン大賞2014            | コスチューム部門                                            | レーシングミクサポーターズ2014メンバーの 荒井つかさ、鴻上聖奈、山村ケレールとともに受賞 |
| 2016年1月 | 第6回日本レースクイーン大賞2015            | テレビ東京賞 avex賞                                         | [ 16 ]                                                                                  |
| 2021年3月 | 美人百花 ミクチャ広告掲載モデル            | 準グランプリ受賞                                            | 視聴者投票による                                                                        |

## 出演

### テレビ
- やりすぎコージー（テレビ東京）9代目やりすぎガール
- 志村&鶴瓶のあぶない交遊録（テレビ朝日）（2011年）ボウリングマシーンガールキャサリン
- TOKIOカケル（フジテレビ）（2013年4月10日）第19回放送「今女子常識コロッセオ」のコーナーにオスカープロモーション所属モデルとして出演。
- すぽると!（フジテレビ）（2013年）すぽると☆ガールズとして「快感！すぽると」のコーナーに出演。
- BOOMER（J-Sports）（2013年）スポーツ関連のグッズ・イベントをレポートするBOOMERガールとして、#37, 39, 40, 41, 43, 47, 52, 56, 57, 59, 64に出演。
- スッピン！（TBS）（2013年10月5日21:54～22:00）
- 人生ごっこ（フジテレビ）（2013年12月22日）ガールズバーの女の子役でドラマ初出演。
- 妄想の王子様（テレビ東京）（2013年12月16日・23日）妄想ガール
- オールスターチャンピオンボウリング2ndバトル（フジテレビONE）（2014年5月19日）プロボウラー菊池正義選手とペアで出場。
- ドキッ！丸ごと水着 女だらけの水泳大会（フジテレビONE）（2014年6月7日22:30〜23:00）白組・グラビアアイドルチームに参加。
- よみがえりマイスター スペシャル - ウェイバックマシン（2014年5月5日アーカイブ分）（NHK総合）（2015年5月8日19:30〜20:45）番組アシスタントとして出演。
- よみがえりマイスター - ウェイバックマシン（2014年5月5日アーカイブ分）（NHK総合）（2015年8月12日19:30〜20:45）番組アシスタントとして出演。
- 志村&鶴瓶のあぶない交遊録2016（テレビ朝日）（2016年1月2日23:40〜01:10）コスプレ美女として出演。
- 一夜づけ【「東京オートサロン2016」レースクイーン　水谷望愛特集】（テレビ東京）（2016年3月5日27:10～27:20）バンジージャンプに挑戦した模様を特集。
- よみがえりマイスター - ウェイバックマシン（2014年5月5日アーカイブ分）（NHK総合）（2016年3月15日22:00〜22:50）番組アシスタントとして出演。
- 天才たちの日常～世界を動かすルーティーン～（テレビ東京）（2016年10月4日、11日、18日、25日22:54～）再現ドラマに出演。
- 志村&鶴瓶のあぶない交遊録2017（テレビ朝日）（2017年1月2日23:40〜01:10）コスプレ美女として出演。
- 今田と陣内のドラゴンクエスチョン（読売テレビ）（2017年3月30日23:59～24:54）

### グラビア
- 週プレ（集英社）（2014年4月7日 No.16）
- ヤングキング（少年画報社）（2014年4月14日 09号）
- スケールアヴィエーション（大日本絵画）（2015年6月13日 2015年7月号）
- スケールアヴィエーション（大日本絵画）（2018年12月13日 2019年1月号）

### ラジオ
- IZAMのなんでもカウンセリング（ラジオ関西）（2014年1月30日・2月6日25時30分〜26時30分）第17・18回にゲスト出演。

### CM
- コーセー「ソフティモ」（2010年）
- サークルKサンクス「窯出しとろけるチーズケーキ」（2013年）
- Hilton HHonors 「Stop Clicking Around」（2016年）
- HIS 中部「エティハド航空　セントレア⇔アブダビ毎日就航」（2017年）

### パチンコ
- 平和「CRラブ嬢プラス〜今夜も、ご延長の方はいかがなさいますか?〜」（2013年）
- 平和「パチスロラブ嬢」（2013年）
- 平和「CRドキッ!丸ごと水着 女だらけの水泳大会 アイドルだらけで困っちゃうング!!!」（2014年）

### パチスロ
- ラブ嬢（2013年、オリンピア）[17]

### その他
- 龍が如く4 伝説を継ぐもの（2010年） - 神室町のキャバ嬢役
- J:COM presents エヴァンゲリオン×美少女写真展-Girls Collection of EVANGELION-（2012年） - 出演
- 凄十 SUGOJYU 2012-2013 水谷望愛　Presents 「戦う男子応援」キャンペーン（2012年）
- エヴァンゲリオンレーシング レースクイーン写真集『戦闘と日常』（2013年1月7日）
- KILLER IS DEAD（2013年4月） - イメージガール就任[18]
- 湘南バンク 平塚競輪キャンペーンガール（2013年）[19]
- チームルマン×宇宙戦艦ヤマト2199「ニコニコ動画」「ニコニコ生放送」（2013年）
- gazoo.com「クルマと女子」（2013年） vol.1
- 水谷望愛と池田ショコラの「ブログトーク」！（2013年）vol.1 vol.2
- JR SKISKI（2013年） - SKISKI★レポを伝えるレポーター
- RC magazine（ラジコンマガジン）（2014年11月号） 表紙
- スマトピ 麺を愛する女たち（2015年8月7日）#32
- アイドルGEEKERS（2016年）ギーク見習い女子
- Girls Biker（造形社）（2016年4月号）表紙・ライダースアパレルモデル
- 1 FINGER / My Style （2016年7月7日）ミュージックビデオ
- ドリームメール DearDrive（2017年5月6日）MAZDAロードスターRF紹介レポーター